# Ljudski komisar
Ljudski komisar je bil vodja vladnega oddelka po revoluciji v SZ; položaj ustreza ministru.